# Maureen McCormick
Maureen Denise McCormick (Los Angeles, 5 augustus 1956) is een Amerikaans filmactrice. Toen ze zeven jaar oud was kreeg ze haar eerste rol in een toneelstuk. Daarna kreeg ze verschillende rollen aangeboden in tv-commercials. Ook was Maureen te zien in verschillende televisieseries zoals Bewitched en The Brady Bunch. Vele jaren was Maureen een voorbeeld voor tieners. Ze heeft verder nog in een country-realityshow gespeeld en een zangcarrière gehad. Ze bracht in 1995 een country-cd uit.

## Filmografie
- Biblioteca Nacional de España: XX1545583
- Bibliothèque nationale de France: cb140374631 (data)
- Gemeinsame Normdatei: 1289092990
- International Standard Name Identifier: 0000 0001 1438 7398
- Library of Congress Control Number: no99020677
- MusicBrainz: 34b08849-fe64-4938-acf9-bd9657f0be1e
- Système universitaire de documentation: 249429179
- Virtual International Authority File: 16854798
- WorldCat: E39PBJvcXXtBfqF9wJgVwwH9jC